# 大乌江镇
大乌江镇，是中华人民共和国贵州省遵义市余庆县下辖的一个乡镇级行政单位。

## 行政区划
大乌江镇下辖以下地区：
乌江村、箐口村、银坝村、远光村、关塘村、新场村、凉风村、红渡村和马龙村。